# Proklees (Töpfer)
Proklees (oder Prokles, altgriechisch Προκλἣς) war ein griechischer Töpfer, tätig in Athen im letzten Viertel des 6. Jahrhunderts v. Chr.
Bekannt ist er nur durch seine eingeritzte Signatur ΠΡΟΚΛΕΕΣ ΕΠΟΙΕΣΕ auf einem schwarzen Band am unteren Rand eines plastischen Gefäßes in Form eines Frauenkopfes (Kopfgefäß Klasse Ebis) aus Tanagra, heute in Berlin, Antikensammlung F 2202, das um 520 bis 510 v. Chr. zu datieren ist. Auf der Unterseite des Fußes zeigt es die Darstellung eines Jünglings mit einem Panther auf dem Arm, die Henkel des Gefäßes sind in Schlangenform gestaltet.